# Telechorie
Telechorie oder Fernausbreitung bezeichnet eine Gruppe von Ausbreitungsmechanismen von Pflanzen. Gemeinsames Merkmal ist, dass die Samen über weite Strecken hinweg verbreitet werden.
Die Abgrenzung der Fernausbreitung (Telechorie) zur Nahausbreitung (Engychorie oder Topochorie) ist umstritten. Einige Autoren sprechen bereits ab Entfernungen von 100 Meter von Fernausbreitung,
(1932–35) andere erst ab 10 km.
Unter Telechorie werden ansonsten viele verschiedene Ausbreitungsmechanismen wie zum Beispiel Anemochorie oder Zoochorie verstanden.
Eine Besonderheit stellt das Phänomen der Antitelechorie bei Wüstenpflanzen dar. Hier wird der Same möglichst nah an der Mutterpflanze abgesetzt um sie nicht aus dem Bereich von womöglich sehr kleinen Wasservorkommen zu tragen.